# Сражение при Дижоне (500)
Сражение при Дижоне — состоявшееся в 500 году около Дижона сражение, в котором войско франкско-бургундской коалиции во главе с Хлодвигом I и Годегизелем нанесло поражение войску короля бургундов Гундобада. Основной эпизод междоусобной войны в королевстве бургундов 500—501 годов.

## Описание

### Исторические источники
Наиболее подробные сведения о событиях, связанных со сражением при Дижоне, содержатся в «Истории франков» Григория Турского. Дополнительные свидетельства о бургундо-франкском конфликте 500 года содержатся также в написанном Магном Феликсом Эннодием житии святого Епифания Павийского и в хронике Мария Аваншского.

### Предыстория
После смерти в 473 году короля бургундов Гундиоха его владения были разделены между сыновьями — Гундобадом, Годегизелем, Годомаром I и Хильпериком II. Вскоре между братьями началась борьба за объединение наследства их отца. В 486 году Гундобад захватил земли Годомара I, а в 493 году — владения Хильперика II. При этом оба потерпевших поражения правителя были убиты. Вероятно, вскоре после гибели Хильперика II между Гундобадом и правителем Франкского государства Хлодвигом I был заключён договор о невмешательстве в дела друг друга, скреплённый женитьбой короля франков на дочери убитого короля Клотильде.
По свидетельству Григория Турского, приблизительно в то же время обеспокоенный усилением Гундобада король Годегизель, столицей владений которого была Женева, заключил направленный против брата тайный договор с Хлодвигом I. В качестве вознаграждения франкам Годегизель обязывался выплачивать Хлодвигу ежегодную дань. Вероятно, тогда же Гундобад, опасавшийся усиления франков, заключил союз с королём вестготов Аларихом II.

### Сражение

Королевство бургундов около 500 года

В 500 году между Гундобадом и Годегизилом началась междоусобная война. Возможно, по призыву Годегизеля, в это же время в королевство бургундов вторглось войско франков во главе с Хлодвигом I. Не подозревавший о договоре между Хлодвигом и Годегизелем, король Гундобад призвал брата совместно отразить франкское нападение, на что тот дал своё согласие.
Объединённое бургундское войско королей Гундобада и Годегизеля и франкское войско Хлодвига I сошлись для сражения неподалёку от крепости Дижон, на берегу реки Уш. Однако во время боя возглавляемые Годегизелем отряды перешли на сторону франков. Потерпев поражение от превосходивших сил противника, король Гундобад был вынужден бежать с поля боя и укрыться в Авиньоне.

### Итоги
Сразу же после сражения при Дижоне Годегизель не только подтвердил Хлодвигу I своё обещание платить дань, но и посулил отдать франкам часть королевства бургундов. Затем Годегизель ушёл во Вьен, а франкское войско осадило Авиньон. Однако, осада не была успешной, так как вскоре между противниками был заключён мир на условиях выплаты Гундобадом Хлодвигу I ежегодной дани. Григорий Турский приписывал спасение короля Гундобада его приближённому Аридию, сумевшему войти в доверие к Хлодвигу. Однако, вероятно, мирный договор был подписан франками под давлением Алариха II, направившего в район реки Роны войско, чтобы предотвратить захват этих земель Хлодвигом I.
В дальнейшем Гундобад отказался от всех своих обещаний Хлодвигу I. Уже в 501 году он начал войну против Годегизеля и поддерживавших его франков, захватил Вьен и казнил там своего брата. В оплату за оказанную поддержку Гундобад передал Алариху II город Авиньон и отослал в вестготскую столицу Тулузу пленённых при взятии Вьена франков.
Устранив Годегизеля, Гундобад стал единовластным правителем бургундов, вновь восстановившим единство королевство бургундов, утраченное после смерти короля Гундиоха.
Вероятно, вскоре после этого Гундобад разорвал союзнические отношения с Аларихом II. Возможно, заключение бургундско-франкского союза состоялось весной 501 или 502 года на встрече Гундобада и Хлодвига I вблизи пограничной реки Ла Кур. Во всяком случае, уже во время сражения при Страсбурге в 506 году и Вестгото-франкской войны 507—509 годов бургунды были союзниками франков. Предполагается, что бургундо-франкский договор был скреплён женитьбой сына Хлодвига I Теодориха на внучке Гундобада Суавеготе.